# ژوزه لینهارس
ژوزه لینهارس (پرتغالی: José Linhares; زاده ۲۸ ژانویهٔ ۱۸۸۶ – درگذشته ۲۶ ژانویهٔ ۱۹۵۷) سیاست‌مدار اهل برزیل بود. وی از سال ۱۹۴۵ تا ۱۹۴۶ رئیس‌جمهور برزیل بود.